# 영천상주고속도로
영천상주고속도로(永川尙州高速道路, 고속국도 제301호선)는 경상북도 영천시를 기점으로, 경상북도 상주시를 종점으로 하는 대한민국의 고속도로 노선이다. 2012년 6월 28일에 착공되었으며, 이 중 서산영덕고속도로와의 중첩 구간인 낙동 분기점 ~ 상주 분기점 구간이 2016년 12월 26일에 서산영덕고속도로 상주 분기점 ~ 영덕 나들목 구간과 함께 먼저 개통되었고, 나머지 상주 분기점 ~ 영천 분기점 구간은 2017년 6월 28일 오전 12시(0시)에 개통되었다.
사업은 수익형 민간투자사업으로 진행되어 상주영천고속도로주식회사가 건설하게 되며 총연장 93.9km이며 총 사업비는 1조 3,986억으로, 그 중 민자로 1조 1,325억 원이 투입된다. 최초 통행료는 5,814원이 책정되어 다른 고속도로의 같은 구간 요금인 6,007원에 비해 훨씬 싼 편이다.
이 고속도로의 개통 후 영천/경주/포항/울산/부산(노포동)방면 고속버스 노선들이 2019년에 이 고속도로로 인가를 변경하여 운행 중이며, 낙동강휴게소가 환승 휴게소로 지정됐다.

## 역사
- 2008년 1월 3일 :경상북도 상주시 낙동면 ~ 경상북도 영천시 북안면 구간을 고속국도 제301호선 상주영천고속도로(상주 ~ 영천선)로 지정[1]
- 2009년 12월 18일 : 당진영덕고속도로와 중첩 구간인 낙동 분기점 ~ 상주 분기점 구간 착공
- 2012년 4월 4일 : 상주영천고속도로 민간투자사업 실시계획 승인 및 고속도로 신설을 위해 경상북도 상주시 낙동면 승곡리 ~ 영천시 북안면 고지리 93.958km 구간 도로구역 결정[2]
- 2012년 6월 28일 : 상주 분기점 ~ 영천 분기점 구간 착공
- 2014년 12월 17일 : 당진영덕고속도로와 중복되는 구간(낙동 분기점~상주 분기점)을 왕복 4차로에서 6차로로 변경하기 위해 경상북도 상주시 낙동면 승곡리 ~ 구잠리 2.81km 구간 도로구역 변경[3]
- 2015년 3월 27일 : 국토교통부고시로 기점을 '경상북도 상주시 낙동면 승곡리', 종점을 '경상북도 영천시 북안면 임포리'로 명시[4]
- 2015년 4월 27일 : 2017년 6월 27일까지 구미시 관내 문화재(전 모례가 정) 보호를 위한 선형 변경을 위해 경상북도 상주시 낙동면 승곡리 ~ 영천시 북안면 고지리 93.958km 구간을 94.004km로 도로구역 변경[5]
- 2015년 11월 : 소보 나들목 및 북안 나들목 (하이패스 전용 나들목) 착공[6]
- 2016년 4월 6일 : 2017년 6월 27일까지 소보 나들목, 북안 나들목 신설 및 졸음쉼터 2개소 설치를 위해 경상북도 상주시 낙동면 승곡리 ~ 영천시 북안면 고지리 94.004km 구간 도로구역 변경[7]
- 2017년 3월 27일 : 상주영천고속도로 교량 및 휴게소 명칭 확정[8]
- 2017년 6월 28일 : 낙동 분기점 ~ 영천 분기점 93.958km 전 구간 개통[9]
- 2017년 11월 27일 : 도로명주소에 상주 분기점부터 영천 분기점까지 94.0km 구간을 상주영천고속도로로 고시[10]
- 2023년 2월 10일 : 국토교통부고시로 기점을 경상북도 상주시 낙동면 승곡리에서 경상북도 영천시 북안면 임포리로, 종점을 경상북도 영천시 북안면 임포리에서 경상북도 상주시 낙동면 승곡리로 변경하고 영천상주고속도로(영천 ~ 상주선)로 노선명 변경[11]

## 구성
차로수
- 전 구간 왕복 4차로

총 연장
- 93.9km

제한속도
- 최고속도 100km/h
- 최저속도 50km/h

터널
| 터널 이름 | 소재지                          | 길이   | 준공 년도 | 비고      |
| --------- | ------------------------------- | ------ | --------- | --------- |
| 군위터널  | 경상북도 구미시 도개면 다곡리   | 937m   | 2017년    | 상주 방면 |
| 군위터널  | 대구광역시 군위군 소보면 달산리 | 902m   | 2017년    | 영천 방면 |
| 산법터널  | 대구광역시 군위군 소보면 산법리 | 395m   | 2017년    |           |
| 평호터널  | 대구광역시 군위군 군위읍 수서리 | 1,965m | 2017년    | 상주 방면 |
| 평호터널  | 대구광역시 군위군 군위읍 수서리 | 1,845m | 2017년    | 영천 방면 |
| 불로터널  | 대구광역시 군위군 효령면 불로리 | 481m   | 2017년    | 상주 방면 |
| 불로터널  | 대구광역시 군위군 효령면 불로리 | 497m   | 2017년    | 영천 방면 |
| 중구터널  | 대구광역시 군위군 효령면 중구리 | 376m   | 2017년    |           |
| 효령터널  | 대구광역시 군위군 효령면 중구리 | 913m   | 2017년    | 상주 방면 |
| 효령터널  | 대구광역시 군위군 효령면 중구리 | 936m   | 2017년    | 영천 방면 |

## 나들목 · 분기점
- 여기서 숫자는 진출입교차점 (IC 및 JC) 번호이고, TG는 요금소(Tollgate), SA는 휴게소(Service Area)를 뜻한다. 휴게소의 명칭은 2017년 3월 27일에 확정되었다.[8]
- 거리의 단위는 km이다.
  - 연한 파란색(■): 서산영덕고속도로 중첩 구간

| 번호                         | 이름                         | 로마자 이름                  | 구간 거리                    | 누적 거리                    | 접속 노선                                                      | 소재지                       | 소재지                       | 비고                                                        |
| 30호선 서산영덕고속도로 직결 | 30호선 서산영덕고속도로 직결 | 30호선 서산영덕고속도로 직결 | 30호선 서산영덕고속도로 직결 | 30호선 서산영덕고속도로 직결 | 30호선 서산영덕고속도로 직결                                   | 30호선 서산영덕고속도로 직결 | 30호선 서산영덕고속도로 직결 | 30호선 서산영덕고속도로 직결                                |
| ---------------------------- | ---------------------------- | ---------------------------- | ---------------------------- | ---------------------------- | -------------------------------------------------------------- | ---------------------------- | ---------------------------- | ----------------------------------------------------------- |
|                              | 낙동 분기점                  | Nakdong JC                   | 0.00                         | 0.00                         | 30호선 서산영덕고속도로 45호선 중부내륙고속도로                | 경상북도                     | 상주시                       |                                                             |
|                              | 상주 분기점                  | Sangju JC                    | 3.83                         | 3.83                         | 30호선 서산영덕고속도로                                        | 경상북도                     | 상주시                       | 상주방향의 경우 서산영덕고속도로(영덕 방향) 진출 불가능     |
| SA                           | 낙동강의성휴게소             | Nakdongganguiseong SA        |                              |                              |                                                                | 경상북도                     | 의성군                       | 영천 방향 고속버스 환승 가능                                |
| SA                           | 낙동강구미휴게소             | Nakdongganggumi SA           |                              |                              |                                                                | 경상북도                     | 구미시                       | 상주 방향 고속버스 환승 가능                                |
| 1                            | 도개                         | Dogae                        |                              |                              | 국도 제25호선 (낙동대로)                                       | 경상북도                     | 구미시                       |                                                             |
| 2                            | 서군위                       | W.Gunwi                      | 16.3                         |                              | 지방도 제923호선 지방도 제927호선                              | 대구광역시                   | 군위군                       | 하이패스 전용 나들목                                        |
| 3                            | 군위 분기점                  | Gunwi JC                     |                              |                              | 55호선 중앙고속도로                                            | 대구광역시                   | 군위군                       |                                                             |
| 4                            | 동군위                       | E.Gunwi                      |                              |                              | 지방도 제919호선 (치산효령로) 국가지원지방도 제79호선 (한티로) | 대구광역시                   | 군위군                       |                                                             |
| SA                           | 삼국유사군위휴게소           | Samgukyusa-Gunwi SA          |                              |                              |                                                                | 대구광역시                   | 군위군                       | 상주 방향                                                   |
| SA                           | 군위영천휴게소               | Gunwi-Yeongcheon SA          |                              |                              |                                                                | 대구광역시                   | 군위군                       | 영천 방향                                                   |
| 5                            | 신녕                         | Sinnyeong                    |                              |                              | 국도 제28호선                                                  | 경상북도                     | 영천시                       |                                                             |
| 6                            | 화산 분기점                  | Hwasan JC                    |                              |                              | 20호선 새만금포항고속도로                                      | 경상북도                     | 영천시                       | 상주방향의 경우 새만금포항고속도로 포항 방향 진출 불가능    |
| 7                            | 동영천                       | E.Yeongcheon                 |                              |                              | 국가지원지방도 제69호선 (포은로)                               | 경상북도                     | 영천시                       |                                                             |
| 8                            | 북안                         | Bugan                        |                              |                              | 돌할매로                                                       | 경상북도                     | 영천시                       | 하이패스 전용 나들목 상주 방향 진입과 영천 방향 진출만 가능 |
| 9                            | 영천 분기점                  | Yeongcheon JC                |                              |                              | 1호선 경부고속도로                                             | 경상북도                     | 영천시                       | 영천 방향의 경우 경부고속도로(서울 방향) 진출 불가능        |

## 주요 통과지
경상북도
- 영천시 (신녕면 - 화산면 - 매산동 - 도림동 - 오미동 - 신기동 -  북안면 - 고경면 - 임고면 - 언하동 - 신기동 -오미동 - 도림동 - 매산동 - 화산면 - 신녕면)

대구광역시
- 군위군 (산성면- 부계면 - 효령면)

경상북도
- 구미시 장천면

대구광역시
- 군위군 (군위읍 - 소보면)

경상북도
- 구미시 (도개면) - 의성군 (단밀면) - 상주시 (낙동면)

## 사건 사고
2023년 7월 5일 아침에 대구광역시 군위군 효령면 불로리의 불로터널 인근에서 산사태가 발생하여 700톤에 이르는 하산동층의 암석과 흙이 고속도로 하행선을 완전히 가로막았다. 이 사고로 1명이 부상을 당했다. 해당 지역은 중생대 퇴적암 지층인 경상 누층군 하산동층이 분포하는 곳이며 산사태는 하산동층의 암회색 지층이 드러난 사면에서 발생하여 암석이 무너져 내렸다.

## 같이 보기
- 서산영덕고속도로